# Żona (film 1915)
Żona − polski dramat filmowy z 1915 roku.

## Opis fabuły
Tytułowa żona bardzo kocha swojego męża, jednak gdy boi się, że on straci pracę, ulega niemoralnym propozycjom jego szefa. Film kończy się tragedią − kobieta wyznaje małżonkowi, że go zdradziła, i popełnia samobójstwo.

## Obsada
- Pola Negri jako Helena Kazicka
- Wojciech Brydziński jako fabrykant Ławrecki
- Irena Horwath
- Władysław Szczawiński
- Hilary Dyliński
- Waleria Gnatowska